# Ле-Фольк
Ле-Фольк (фр. Le Faulq) — коммуна во Франции, находится в регионе Нижняя Нормандия. Департамент коммуны — Кальвадос. Входит в состав кантона Бланжи-ле-Шато. Округ коммуны — Лизьё.
Код INSEE коммуны — 14261.

## Население
Население коммуны на 2010 год составляло 329 человек.
| 1962 | 1968 | 1975 | 1982 | 1990 | 1999 | 2010 |
| ---- | ---- | ---- | ---- | ---- | ---- | ---- |
| 129  | 125  | 113  | 153  | 201  | 204  | 329  |

## Экономика
В 2010 году среди 210 человек трудоспособного возраста (15—64 лет) 156 были экономически активными, 54 — неактивными (показатель активности — 74,3 %, в 1999 году было 71,4 %). Из 156 активных жителей работали 148 человек (79 мужчин и 69 женщин), безработных было 8 (5 мужчин и 3 женщины). Среди 54 неактивных 16 человек были учениками или студентами, 18 — пенсионерами, 20 были неактивными по другим причинам.